# Il ribelle di Thendara
Il ribelle di Thendara (inglese The World Wreckers) è un romanzo in bilico fra fantascienza e fantasy della scrittrice statunitense Marion Zimmer Bradley, pubblicato per la prima volta nel 1971. In Italia la prima edizione è quella del 1994 edita da TEA.
Il ribelle di Thedara è il romanzo con cui la scrittrice nel 1971 volle idealmente concludere il Ciclo di Darkover. Come racconta nella Guida alla Saga di Darkover: «Il Ribelle di Thendara doveva essere il libro che, riconciliando tra loro le due diverse culture darkovana e terrestre, le quali trovavano finalmente un modus vivendi, chiudeva una volta per tutte con Darkover, così da non poterlo più far risorgere».
Successivamente, solo nel 1995, la Zimmer Bradley varcò quell'ideale confine che si era imposta negli anni settanta, scrivendo il primo libro di una trilogia contenente eventi ambientati dopo i fatti del Ribelle di Thendara. Tale romanzo si intitola La sfida degli Alton.

## Trama
Il mondi di Darkover è sotto le mire di un potentato intergalattico in seno alla stessa Federazione. Una società di investimenti, nota come "I Distruttori di Mondi" ora ha messo gli occhi sul pianeta dal sole rosso. Ma questa volta, le cose non sono davvero come sembrano. I motivi legati a questo fatto non sono solo puramente economici, e dietro questa scelta c'è una verità ben più grave e spaventosa, che lega il passato di Darkover al suo futuro.
Una grave crisi mina la stabilità della nobiltà di Darkover, vessata da attacchi interni e contrasti in apparenza irreparabili, e un lento male oscuro inizia a divorare le foreste sui monti Hellers. In uno dei più bui momenti della storia del pianeta dal sole rosso, svolgeranno un ruolo chiave gli ultimi Guardiani di quel mondo: i chieri.

## Edizioni
- Marion Zimmer Bradley, Il ribelle di Thendara, traduzione di Riccardo Valla, TEA, 1994,  pp. 250, cap. 16, ISBN 88-7819-490-5.